# Гонконг на летних Олимпийских играх 1968
Гонконг принимал участие в Летних Олимпийских играх 1968 года в Мехико (Мексика) в пятый раз за свою историю, но не завоевал ни одной медали.

## Результаты

### Парусный спорт
| Экипаж                             | Класс             | Регата | Регата | Регата | Регата | Регата | Регата | Регата | Очки | Место |
| Экипаж                             | Класс             | 1      | 2      | 3      | 4      | 5      | 6      | 7      | Очки | Место |
| ---------------------------------- | ----------------- | ------ | ------ | ------ | ------ | ------ | ------ | ------ | ---- | ----- |
| Нил Прайд Питер Гембл              | летучий голландец | 11     | 13     | 15     | 8      | 21     | 16     | 9      | 108  | 14    |
| Джон Пак Пол Купер Уильям Тёрнбулл | дракон            | 20     | 12     | 20     | 15     | 13     | 22     | 19     | 135  | 19    |

### Плавание
| Спортсмен  | Дисциплина       | Квалификация | Квалификация | Полуфинал            | Полуфинал            | Финал                | Финал                |
| Спортсмен  | Дисциплина       | Время        | Место        | Время                | Место                | Время                | Место                |
| ---------- | ---------------- | ------------ | ------------ | -------------------- | -------------------- | -------------------- | -------------------- |
| Эндрю Ло   | 100 м в/с        | 1:00.7       | 59           | Завершил выступления | Завершил выступления | Завершил выступления | Завершил выступления |
| Эндрю Ло   | 200 м в/с        | 2:15.8       | 42           | Завершил выступления | Завершил выступления | Завершил выступления | Завершил выступления |
| Эндрю Ло   | 400 м в/с        | 5:03.6       | 34           | Завершил выступления | Завершил выступления | Завершил выступления | Завершил выступления |
| Эндрю Ло   | 100 м баттерфляй | 1:06.5       | 45           | Завершил выступления | Завершил выступления | Завершил выступления | Завершил выступления |
| Эндрю Ло   | 200 м комплекс   | 2:42.0       | 44           | Завершил выступления | Завершил выступления | Завершил выступления | Завершил выступления |
| Роберт Ло  | 100 м в/с        | 1:01.1       | 60           | Завершил выступления | Завершил выступления | Завершил выступления | Завершил выступления |
| Роберт Ло  | 200 м в/с        | 2:16.2       | 43           | Завершил выступления | Завершил выступления | Завершил выступления | Завершил выступления |
| Роберт Ло  | 400 м в/с        | 5:10.1       | 37           | Завершил выступления | Завершил выступления | Завершил выступления | Завершил выступления |
| Роберт Ло  | 100 м баттерфляй | 1:06.5       | 44           | Завершил выступления | Завершил выступления | Завершил выступления | Завершил выступления |
| Роберт Ло  | 200 м комплекс   | 2:39.3       | 41           | Завершил выступления | Завершил выступления | Завершил выступления | Завершил выступления |
| Ронни Вонг | 100 м в/с        | 58.0         | 46           | Завершил выступления | Завершил выступления | Завершил выступления | Завершил выступления |
| Ронни Вонг | 200 м в/с        | 2:15.0       | 41           | Завершил выступления | Завершил выступления | Завершил выступления | Завершил выступления |
| Ронни Вонг | 400 м в/с        | 5:05.7       | 35           | Завершил выступления | Завершил выступления | Завершил выступления | Завершил выступления |
| Ронни Вонг | 100 м на спине   | 1:11.3       | 33           | Завершил выступления | Завершил выступления | Завершил выступления | Завершил выступления |
| Ронни Вонг | 200 м на спине   | 2:38.6       | 29           | Завершил выступления | Завершил выступления | Завершил выступления | Завершил выступления |
| Ронни Вонг | 200 м комплекс   | 2:36.1       | 39           | Завершил выступления | Завершил выступления | Завершил выступления | Завершил выступления |

### Стрельба
| Спортсмен   | Дисциплина                                   | Результат | Результат |
| Спортсмен   | Дисциплина                                   | Очки      | Место     |
| ----------- | -------------------------------------------- | --------- | --------- |
| Юн Квок Вай | Скорострельный пистолет, 25 м                | 517       | 56        |
| Хосе Лэй    | Малокалиберная винтовка с трёх позиций, 50 м | 1112      | 49        |
| Хосе Лэй    | Малокалиберная винтовка лёжа, 50 м           | 580       | 77        |
| Петер Рулл  | Малокалиберная винтовка лёжа, 50 м           | 582       | 71        |